# لواساوية
اللواساوية (الاسم العلمي: Loaseae) هي قبيلة من النباتات تتبع الفصيلة اللواسية من رتبة القرانيات.

## أجناس اللواساوية
- اللواسة